# Корневой граф
В теории графов корневым графом называется граф, в котором есть одна помеченная вершина. Эту помеченную вершину называют корнем графа:454. 
Число корневых графов для 1, 2, 3, ... вершин равно 1, 2, 6, 20, 90, 544, ... (последовательность A000666 в OEIS).
Корневые графы можно комбинировать с помощью корневого произведения графов.

## Корневые деревья
Корневое дерево — дерево, в котором выделена одна вершина (корень дерева).
Формально корневое дерево определяется как конечное множество {\displaystyle T} одного или более узлов со следующими свойствами:
1. существует один корень дерева {\displaystyle T};
2. остальные узлы (за исключением корня) распределены среди {\displaystyle m\geq 0} непересекающихся множеств {\displaystyle T_{1},...,T_{m}}, и каждое из множеств является корневым деревом; деревья {\displaystyle T_{1},...,T_{m}} называются поддеревьями данного корня {\displaystyle T}.

## Связанные определения
- Уровень узла — длина пути от корня до узла. Можно определить рекурсивно:

1. уровень корня дерева {\displaystyle T} равен 0;
2. уровень любого другого узла на единицу больше, чем уровень корня ближайшего поддерева дерева {\displaystyle T}, содержащего данный узел.

- Дерево с отмеченной вершиной называется корневым деревом.
  - {\displaystyle m}-й ярус дерева {\displaystyle T} — множество узлов дерева, на уровне {\displaystyle m} от корня дерева.
  - частичный порядок на вершинах: {\displaystyle u\prec v}, если вершины {\displaystyle u} и {\displaystyle v} различны и вершина {\displaystyle u} лежит на (единственной!) элементарной цепи, соединяющей корень с вершиной {\displaystyle v}.
  - корневое поддерево с корнем {\displaystyle v} — подграф {\displaystyle \{v\}\cup \{w\mid v<w\}}.
  - В контексте, где дерево предполагается имеющим корень, дерево без выделенного корня называется свободным.

## Внешние ссылки
- Weisstein, Eric W. Rooted Graph (англ.) на сайте Wolfram MathWorld.